# Alois Düll
Alois Düll, né le 28 juin 1843 à Vienne et mort le 13 mars 1900 dans la même ville, est un sculpteur autrichien.

## Biographie
Alois Düll naît le 28 juin 1843 à Vienne.
Il étudie à l'Académie des beaux-arts de Vienne et à l'École supérieure des beaux-arts de Dresde.

## Œuvres
- Statue de Polybe devant le Parlement de Vienne.